# Хронологија ФНРЈ и КПЈ август 1946.
Хронолошки преглед важнијих догађаја везаних за друштвено-политичка дешавања у Демократској Федеративној Југославији (ДФЈ) и деловање Комунистичке партије Југославије (КПЈ), као и општа политичка, друштвена, спортска и културна дешавања која су се догодила у току августа месеца 1946. године.
| ← јул · Хронологија ФНРЈ и КПЈ током 1946. године · септембар → |

### 2. август
- У Скопљу, од 2. до 4. августа, на 43. годишњицу Илинденског устанка (1903) одржан Први конгрес Народног фронта Македоније (мкд. Народноослободителни фронт на Македонија). Конгрес је донео Резолуцију о наредним задацима и изабрао Земаљски одбор Народног фронта Македоније, за чијег председника је изабран Дмитар Влахов, а за секретара Лазар Колишевски.[1]

### 4. август
- У Сињу одржано традиционално витешко такмичење „Сињска алка“, на којем је славодобитник био алкар Предраг Грабовац, а заповедник алкарске свечаности алкарски војвода Петар Богдан Пеко.

### 10. август
- У Бачком Петровцу, у оквиру традиционалних Словачких народних свечаности, одржан Први конгрес словачких партизана. На Конгресу је поднет Реферат у коме је саопштено да се у редовима НОВ и ПОЈ током рата борио 2.591 добровољац словачке народности, од којих је током рата погинуло 700, а 250 постало инвалиди.[2]

### 16. август
- Народна скупштина НР Босне и Херцеговине донела Закон о Уставотворној скупштини НР Босне и Херцеговине и Закон о избору народних посланика Уставотворне скупштине НР Босне и Херцеговине.[2]

### 18. август
- У Скопљу одржан Први конгрес Јединствених синдиката Македоније, коме је присуствовало 218 делегата и 78 гостију. Током Конгреса поднети су реферати о економском и политичком положају, о организационом проблемима и о културно-просветном раду, усвојена правила Земаљског одбора Јединствених синдиката Македоније и извршен избор нових чланова Земаљског одбора. Након избора делегата за Савезни конгрес Јединствених синдиката Југославије, изабран је Пленум Земаљског одбора од 37 чланова, за чијег председника је изабран Страхил Гигов.[2]

### 19. август
- Председник Владе ФНРЈ Јосип Броз Тито, до 19. до 26. августа, боравио у посети НР Словенији, током које је обишао Јесенице и Блед, где је боравио 22. и 23. августа и потом Крањ, где је боравио од 24. до 26. августа. За време боравка у Словенији, Градски одбор Освободилне фронте Љубљане прогласио га је за почасног грађанина Љубљане.[3]

### 21. август
- У Љубљани, од 21. до 30. августа, пред Војним судом Четврте армије ЈА одржано суђење бившем армијском генералу Југословенске војске Лаву Рупнику (1886—1946), заповеднику Словеначког домобранства, који је био оптужен за издају и колаборацију. Поред њега, на истом процесу суђени су — официр СС Ервин Розенер (1902—1946), љубљански бискуп Грегориј Рожман (1883—1959), шеф персоналног одељења Словенског домобранства Милко Визјак (1894—1959) и шеф полиције у Љубљани Ловро Хацин (1886—1946). Сви оптужени су проглашени кривима. Рупник, Розенер и Хацин осуђени су на смртну казну стрељањем (која је извршена 4. септембра), а остали на временске казне.[2]

### 26. август
- Због оптужби Владе Краљевине Грчке да Југославија помаже Демократску армију Грчке (бивши ЕЛАС), југословенски амбасадор у Атини Изидор Цанкар напустио Грчку.

### 30. август
- Сабор НР Хрватске донео Закон о Уставотворном сабору НР Хрватске и Закон о избору народних заступника за Уставотворни сабор НР Хрватске.[2]